# William Button (Bischof, † 1274)
William Button (auch William Button II; William Bitton oder William of Bitton) († 4. Dezember 1274) war ein englischer Geistlicher. Ab 1267 war er Bischof von Bath und Wells. Er ist nicht mit seinem namensgleichen Onkel William Button zu verwechseln, der von 1247 bis 1264 ebenfalls Bischof von Bath und Wells war.

## Aufstieg zum Bischof
William Button war ein Sohn von Sir Adam Bitton aus Bitton in Gloucestershire. Sein Bruder Thomas Bitton wurde später Bischof von Exeter. Sein Onkel John Button († um 1273) war Propst der Kathedrale von Wells, und durch die Förderung seines namensgleichen Onkels William, des Bischofs von Bath und Wells wurde er früh Vikar von Congresbury, dessen Kirche zwischen dem Kathedralkapitel und dem Bischof umstritten war. Später beförderte ihn sein Onkel weiter zum Archidiakon von Wells. Im Februar 1267 wurde Bitton zum Nachfolger des ebenfalls mit ihm verwandten Walter Giffard gewählt, nachdem dieser Erzbischof von York geworden war. Am 4. März wurden ihm die Temporalien der Diözese Bath und Wells übergeben.

## Bischof von Bath und Wells
1269 nahm Button an einer kirchlichen Ratsversammlung teil, bei der die Bischöfe Einwände gegen die Besteuerung der Bistümer durch König Heinrich III. erhoben. Zusammen mit den anderen Suffraganbischöfen der Kirchenprovinz Canterbury wehrte er 1271 den Versuch des Priors der Kathedrale von Canterbury ab, während der Vakanz des Erzbistums als Metropolit die geistliche Hoheit über die Suffraganbistümer zu beanspruchen. Ansonsten spielte Button politisch kaum eine Rolle, sondern befasste sich vor allem mit der Verwaltung seiner Diözese. 
Button selbst galt als aufrichtig fromm. Zu seinem Kathedralkapitel hatte er im Gegensatz zu vielen anderen Bischöfen seiner Zeit ein ungewöhnlich gutes Verhältnis, weshalb er im Gegensatz zu seinem gleichnamigen Onkel in Wells in guten Andenken blieb. Während seiner Amtszeit erreichte die Chormusik in der Kathedrale einen hohen Standard. Button unterstützte die Kanoniker, als sie 1270 neue Statuten für das Kathedralkapitel erarbeiteten. Dazu übergab er weitere Besitzungen dem Kathedralkapitel. Aus den Einkünften der Kirche von Dinder stiftete Button eine weitere Kanonikerstelle für die Kathedrale. Weiter stiftete er mehrere Messstipendien, darunter eins für seinen Onkel William. Dazu förderte er seinen Bruder Thomas, der 1268 Archidiakon von Wells wurde. Er wurde im südlichen Seitenschiff der Kathedrale von Wells beigesetzt.

## Nachwirkung
Nach seinem Tod stand Button im Ruf der Heiligkeit und sein Grab wurde ein Wallfahrtsziel, an dem sich mehrere Wunder ereignet haben sollen. Offiziell erfolgte jedoch nie seine Kanonisation. Gegen Ende des 15. Jahrhunderts nahm seine Verehrung ab, doch noch John Leland berichtete in den 1530er oder 1540er Jahren von der Verehrung Buttons in Wells.